# Club Beisbol i Softbol Gavà
El Club Beisbol i Softbol Gavà és un club de beisbol i softbol del municipi de Gavà, fundat al final de la dècada de 1940.
Popular durant els anys de postguerra, el beisbol a Gavà va introduir-se per primer cop en un partit d'exhibició, disputat l'octubre de 1949 entre el FC Barcelona i el RCD Espanyol a les instal·lacions de Can Sellarès. Com a conseqüència d'aquest esdeveniment, un grup de treballadors de l'antiga fàbrica Companyia Roca Radiadors va fundar el club de beisbol amb el nom de Beisbol Roca Radiadores de Gavà. Va competir durant la dècada dels cinquanta i seixanta als Campionats d'Espanya i de Catalunya de beisbol en categoria juvenil, aconseguint diverses victòries. L'any 1973 la secció esportiva de la fàbrica es va dissoldre i antics membres van fundar el CBS Gavà. Actualment, es dedica a la difusió i a la pràctica del beisbol i softbol al municipi. Competeix al Campionat de Catalunya de beisbol, el qual va guanyar el 2009, i al de softbol. Disputa els seus partits a la zona esportiva de Can Torelló. Des de la temporada 1989-90 organitza anualment el Torneig Internacional de Beisbol Vila de Gavà.

## Palmarès
- 3 Campionats de Catalunya de beisbol: 1976,[5] 1977,[6] 1981